# 2374 Vladvysotskij
2374 Vladvysotskij este un asteroid din centura principală, descoperit pe 22 august 1974 de Liudmila Juravliova.